# دانيال فورسيل
دانيال فورسيل (بالسويدية: Daniel Forsell)‏ (4 يناير 1982 بالسويد - ) هو لاعب كرة قدم سويدي في مركز الدفاع. لعب مع نادي هكن وUtsiktens BK ‏.

## روابط خارجية
- دانيال فورسيل على موقع اتحاد السويد (السويدية)
- دانيال فورسيل على موقع قاعدة بيانات كرة القدم.إي يو (الإنجليزية)